# Baiokassen

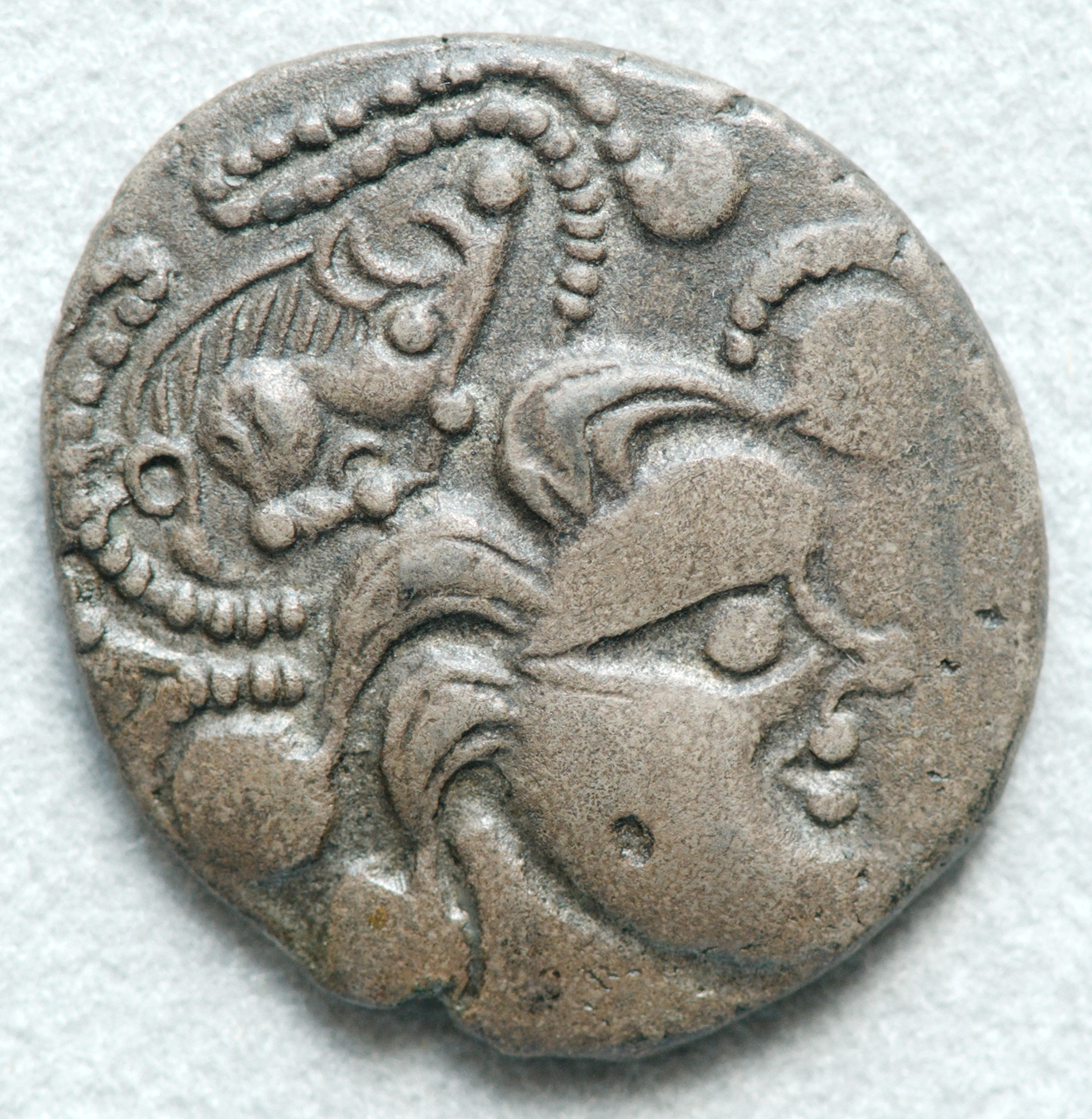
Geldmünze (Stater) der keltischen Bajokassen aus dem 1. Jahrhundert vor Christus

Die Baiokassen (lateinisch Baiocasses), auch Bodiokassen (lat. Bodiocasses) waren ein keltischer Volksstamm, der in der Gegend des heutigen Bayeux ansässig war.

## Stammesgebiet
Das Stammesgebiet der Baiokassen gehörte zu der von den Römern in der Antike mit Armorica bezeichneten nordwestlichen Küste Galliens, der heutigen Normandie im Nordwesten Frankreichs. Es wurde später nach der Eroberung durch das Römische Reich ein Teil der Provinz Gallia Lugdunensis. Eine seiner Städte, die Stadt Augustodurum, das heutige Bayeux, dessen Namen auf Civitas Baiocassium, die „Stadt der Baiokassen“ zurückzuführen ist, entwickelte sich in der gallo-römischen Periode zu einem der wichtigsten Orte dieser Provinz.
Die Nachbarn der Baiokassen waren die Lexovier sowie die Veneller, sie werden als Klientenstamm der Esuvier genannt.

## Antike schriftliche Quellen
Die Baiokassen waren wohl ein Teil einer Völkerschaft um die Lexovier. Diese werden erstmals um 58 v. Chr. von dem römischen Feldherrn und Autor Gaius Iulius Caesar in De Bello Gallico genannt. In diesem Bericht über seine Kriege in Gallien nennt Caesar die Baiokassen nicht, jedoch sollen diese mit den dann im 1. Jahrhundert n. Chr. von Plinius dem Älteren genannten Bodiocasses identisch sein. Der Name Baiocasses findet sich dann in einem römischen Staatshandbuch, der Notitia dignitatum, das vermutlich zu Beginn des 4. Jahrhunderts n. Chr. geschrieben wurde.
In einem Gedicht des spätantiken römischen Dichters Ausonius aus dem 4. Jahrhundert findet sich der Hinweis auf die Abstammung eines Rhetorikprofessors „aus dem Druidengeschlecht der Baiokassen“.

## Stammesnamen
Es wird vermutet, dass der erste Teil des Stammesnamens der Baiokassen auf das keltische Wort für gelb oder blond badios zurückgeht, das sich auch als Eigenname auf einigen gallischen Grabinschriften findet. Die Herkunft des anderen Teils des Namens ist dagegen unsicher. Einmal könnte er mit dem Wort für Haar oder Haartracht casses verbunden werden, was nicht unumstritten den Gesamtnamen als blondgelockt ergeben könnte. Aber auch das Wort für Eiche cassano  könnte den zweiten Teil erklären.

## Münzen
Die Baiokassen schlugen schon vor Ankunft der Römer zahlreiche Gold- und Silbermünzen, sogenannte Statere, und in Gold auch 1/24 Stater. Das keltische Münzwesen griff bei der Motivwahl griechische oder römische Münzvorbilder auf. Typische Goldstatere der Baiokassen der Jahre 60 bis 50 v. Chr. beispielsweise zeigen einen Eber oder ein Pferd sowie eine an griechische Münzen erinnernde Darstellung eines menschlichen Kopfes mit Bändern umgeben. Die Verbreitung von Münzfunden deutet auf intensive Handelsbeziehungen der Region nach Europa und vor allem auch England hin.